# Toxorhina (Toxorhina) mashona
Toxorhina (Toxorhina) mashona is een tweevleugelige uit de familie steltmuggen (Limoniidae). De soort komt voor in het Afrotropisch gebied.